# Ion Moldovan (Fußballspieler)
Ion Moldovan (* 3. September 1954 in Constanța) ist ein ehemaliger rumänischer Fußballspieler und derzeitiger -trainer. Er bestritt 158 Spiele in der höchsten rumänischen Fußballliga, der Divizia A. In der Saison 1976/77 gewann er mit Dinamo Bukarest die rumänische Meisterschaft.

## Karriere als Spieler
Die Karriere von Moldovan begann im Jahr 1973 beim FC Constanța in seiner Heimatstadt. Nachdem er in seinen ersten beiden Spielzeit nur auf insgesamt vier Einsätze gekommen war, wurde er in der Saison 1975/76 zur Stammkraft. Anschließend wechselte er zum Spitzenklub Dinamo Bukarest, mit dem er in der Spielzeit 1976/77 die rumänische Meisterschaft gewinnen konnte. In den folgenden Jahren kam er nur noch in der Hälfte der Spiele zum Einsatz. Im Sommer 1980 verließ er Dinamo zu AS Victoria Bukarest, ehe er ein Jahr später zum FC Constanța zurückkehrte. Mit seinem neuen Klub kämpfte er in den beiden folgenden Jahren um den Klassenverbleib. Nach dem Abstieg 1983 ging er mit seiner Mannschaft in die Divizia B. Im Sommer 1984 wechselte er zum Ligakonkurrenten Victoria Bukarest, mit dem er im Sommer 1985 ins Oberhaus aufsteigen konnte. Dort kam er in der Saison 1985/86 nur auf vier Einsätze. Nach einem Jahr bei Flacăra Moreni beendete er seine Karriere.

## Karriere als Trainer
Nach dem Ende seiner aktiven Laufbahn arbeitete Moldovan als Fußballtrainer. Im Sommer 1990 übernahm er Oțelul Galați in der Divizia B. Mit dem Klub gelang ihm im Jahr 1991 der Aufstieg in die Divizia A. Zu Beginn der Saison 1994/95 wurde er Cheftrainer seines früheren Klubs Dinamo Bukarest. Nach einem halben Jahr wurde er bereits wieder entlassen und durch Remus Vlad ersetzt. Im April 1995 verpflichtete ihn UTA Arad, er konnte den Abstieg des Klubs jedoch nicht mehr verhindern. Im Sommer 1996 wurde er Cheftrainer des FC Argeș Pitești. Nach einem Jahr trennten sich die Wege wieder. Ende Oktober 2002 übernahm er als Nachfolger von Vasile Stan erneut Argeș. Er führte den Klub zweimal zum Klassenerhalt, ehe er im Dezember 2004 entlassen wurde. Im August 2006 wurde er Nachfolger von Mihai Stoica bei Erstliga-Aufsteiger Ceahlăul Piatra Neamț, musste aber nach zwei Monaten schon wieder gehen.
Im Mai 2009 wurde Moldovan Cheftrainer von Astra Ploiești in der Liga II und stieg in die Liga 1 auf, wurde dort bereits nach wenigen Spieltagen wieder entlassen. Anschließend trainierte er die zweite Mannschaft von Dinamo Bukarest in der Liga II. Von Anfang 2011 bis Ende 2012 war er als Scout bei Dinamo tätig, ehe er wieder die zweite Mannschaft übernahm. Seit September 2013 ist er für die Mannschaft von CS Mioveni in der Liga II verantwortlich. Im März 2014 wurde er dort entlassen und durch Marius Stoica ersetzt.

## Erfolge

### Als Spieler
- Rumänischer Meister: 1977
- Aufstieg in die Liga 1: 1985

## Als Trainer
- Aufstieg in die Liga 1: 1991, 2009